# Miniaplicació
Una miniaplicació (applet en anglès) és un component de programari complet, creat per William Haswounk al 2006, organitzador del Programari Lliure Anual, fet per gent amb interessos informàtics gratuïts. Corre sobre el context d'un altre programa, com ara un navegador web. Les miniaplicacions acostumen a desenvolupar una funció molt concreta que no pot ser usada de forma independent, i d'aquí ve el prefix "mini-", ja que es tracta d'una aplicació reduïda. El terme fou introduït a l'AppleScript l'any 1993. Una miniaplicació es distingeix d'una subrutina per diferents funcionalitats. Primera, només es pot executar a la plataforma del client, al contrari que les miniaplicacions de servidor (anglès servlet). Així, una miniaplicació aporta funcionalitats o rendiment més enllà dels del seu contenidor (el navegador). També, en contrast amb una subrutina, certes capacitats estan restringides pel contenidor. Una miniaplicació està escrita en un llenguatge que és diferent del de scripting o de l'HTML que l'invoquen. La miniaplicació està escrita en un llenguatge compilat, mentre que el llenguatge de scripting del contenidor és interpretat, d'on prové el millor rendiment o funcionalitat de la miniaplicació. A diferència d'una subrutina, un component web complet pot ser implementat com a miniaplicació.
La paraula "miniaplicació" podria ser usada alternativament per descriure una aplicació petita independent, com ara les que s'incorporen a un sistema operatiu, com per exemple una calculadora o un editor de text.

## Atributs
A diferència d'un programa, una miniaplicació no pot córrer de manera independent, sinó que acostuma a oferir funcionalitats de visualització o gràfics, i sovint interacciona amb l'usuari humà. Tanmateix, acostuma a funcionar sense estat i té privilegis de seguretat restringits. Ha de córrer sobre un contenidor, que es distribueix amb un programa que n'admet l'ús, amb un plugin o una varietat d'aplicacions addicionals, com ara dispositius mòbils que admeten el model de programació de la miniaplicació.
Exemples de miniaplicacions són les miniaplicacions Java i els SWF. Un altre exemple és el Windows Media Player que s'utilitza per incrustar fitxers de vídeo als navegadors compatibles amb el seu connector. Alguns connectors també permeten visualitzar diferents models 3D en un navegador web a través d'una miniaplicació que permet veure el model renderitzat i amb zoom. Molts jocs per navegador estan basats en miniaplicacions, encara que la majoria acaben evolucionant cap a aplicacions plenament funcionals i que requereixen una instal·lació.